# 狭序唐松草
狭序唐松草（学名：Thalictrum atriplex）为毛茛科唐松草属下的一个种。

## 扩展阅读
- 維基物種上的相關：狭序唐松草